# Aurelio París Sanz de Santamaría
Aurelio París Sanz de Santamaría (Bogotá, 29 de agosto de 1829-Anapoima, 28 de febrero de 1899) fue un destacado ganadero y productor agropecuario, hijo del coronel Mariano París y de María Francisca Sanz de Santamaría Ricaurte.

## Primeros años
Aurelio París quedó huérfano cuando tenía tres años, luego de que su padre resultara muerto en medio del operativo que el gobernador Rufino Cuervo había ordenó para su arresto. Dieciséis años después, mientras se disputaban la presidencia de la República el señor Cuervo y el general José Hilario López en sesión del Congreso que se desarrollaba en el desaparecido Convento de Santo Domingo, un hijo del coronel París habría logrado ingresar al recinto y obligado con puñal en mano al congresista Mariano Ospina Rodríguez a votar en contra de Cuervo diciendo: "O López o muere el Congreso. No permito que el asesino de mi padre sea presidente de la República".
Como circulara esta versión y generara una polémica histórica en 1897, Rufino José Cuervo trató el asunto con su amigo Aurelio París, quien le manifestó la imposibilidad de que hubiera ocurrido tan bochornoso evento, pues en el momento de esa elección presidencial se encontraba en Europa.

## El éxito empresarial
El historiador Gustavo Arboleda escribió sobre Aurelio París que desde niño había desplegado raras dotes de hombre de negocios y llegó a adquirir una cuantiosa fortuna, que consistió principalmente en varios fundos situados en el municipio de Sopó, los cuales comenzaron con la hacienda Las Delicias, que recibió por herencia de su madre María Francisca Sanz de Santamaría. Su nombre aparece por primera vez como responsable de la mortuoria de su fallecido hermano Guillermo, a quien había sorprendido la muerte en 1867 cuando gerenciaba su próspera empresa de ómnibuses que cubría la ruta Bogotá - Facatativá, municipio en el que ofrecía también los servicios del Hotel de Francia, localizado en la vereda Los Cerezos y cuya edificación desapareció por los años de 1980. 
Aurelio París se destacó como uno de los ganaderos más representativos de careto o Herford. Como fuera difícil y limitada tanto la producción agraria como la cría de ganado en su propiedad por cuenta de los permanentes pantanos que le sustentaba el constante invierno, para 1870 cambió su suerte al presentarse un verano asolador que causó la escasez de pastos y bebederos en gran parte de la sabana de Bogotá, provocando la muerte de muchas reces y llevando a varios propietarios a vender sus activos a precio de quema; situación que favoreció a París porque el temporal secó sus pantanos para favorecer la productividad de sus tierras.   
Su ventajosa condición llevó a Aurelio París a apalancarse en el Banco de Bogotá, cuyo gerente Cecilio Cárdenas le apoyó con un cuantioso crédito, a pesar del riesgo que significaba que el acostumbrado invierno estropeara la bonanza de París, situación de la que se cubrió el hábil empresario con la diversificación de inversiones; resultando como socio de empresas como la construcción del ferrocarril de Girardot o la desecación de la laguna de fúquene. 

## La Laguna de Fúquene
Establecida la República, el general Simón Bolívar le había concedido la propiedad de la laguna de Fúquene a su íntimo amigo José Ignacio París, con la condición de que adelantara su desecación. Como no se llevara a cabo dicha empresa, el gobierno del general Tomás Cipriano de Mosquera asignó la laguna como baldíos a los próceres Francisco Urdaneta, Valerio Barriga y Joaquín París (el último hermano de José Ignacio), quienes vendieron sus derechos al señor Camilo Sarmiento.
Como Enrique París Prieto pretendiera activar la empresa que su padre José Ignacio no llevó a cabo, procedió a comprarle la laguna a Camilo Sarmiento, llevando adelante la desecación mediante la construcción del Canal París. Al sorprenderlo la muerte en 1867, su viuda e hijos tuvieron que responder a los acreedores de la empresa de su esposo y padre, correspondiéndole la laguna al abogado José María Saravia Ferro, quien continuó con la empresa de París. Al morir Saravia, Aurelio París le compró a su viuda la laguna que había sido propiedad de su primo hermano. Como fuera de interés de la nación la explotación de la laguna, el gobierno nacional conformó la respectiva empresa, nombrando a Aurelio París como presidente de la Junta Directiva en el año de 1894.

## La anécdota del landó
Tomás Rueda Vargas dejó para la historia una célebre anécdota entre París y Salomon Koppel. "Aurelio París había recibido auxilios oportunos en sus negocios de parte del Banco de Bogotá. Cancelados sus créditos, y pasados unos años, quiso él testimoniar su agradecimiento al Gerente, y al efecto pidió a Europa un "landeau"; le puso aquí una buena pareja y muy orondo se presentó a las puertas del Banco con su regalo. Pues, señor amigo, principió don Aurelio, yo no olvido los grandes servicios que usted me prestó en cierta ocasión, y vengo... Aquí le interrumpió el Gerente: Pues, señor París, nosotros tuvimos mucho gusto en atender a usted entonces; pero los tiempos han cambiado; el banco está en dificultades ahora; ha tenido que reducir sus operaciones, no podríamos ser tan amplios como en aquella ocasión... usted dispensará. No tenga usted cuidado, señor Gerente; me doy cuenta cabal de la situación. Páselo usted muy bien y hasta otra vista. Afuera tomó don Aurelio su coche y ojos que te vieron. Este fue en adelante el "landeau" París de larga historia y mucha vida.

## La sucesión

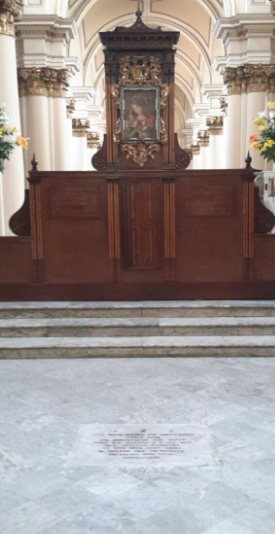
Sepulcro de Aurelio París en la Catedral Primada de Bogotá.

Aurelio París murió soltero en Anapoima cuando contaba con setenta años de edad. Sus exequias se llevaron a cabo en Bogotá y su cadáver fue sepultado a espaldas del Altar Mayor de la Catedral Primada. Al no haber dejado testamento, se inició un proceso de sucesión en el que los beneficiarios serían sus sobrinos Sara y Hortensia París Lafaurie, y María Cristina, Adela, Jorge, Guillermo y Enrique París Frade. Sin embargo, se presentaron al proceso Mercedes París de Esguerra y Librada París de Cárdenas con un acto notarial que las reconocía como hijas de Aurelio París y Paula Gómez; lo cual hizo que la repartición de la fortuna valorada en 1 millón 420 mil pesos se hiciera en cuatro hijuelas, dejando la hacienda La Primavera de Sopó a las hermanas París Lafaurie; las haciendas Boyero y Boyerito de Sopó a los hermanos París Frade; la hacienda La Concepción del mismo municipio a doña Librada París; y la Laguna de Fúquene a doña Mercedes París. Elena París Díaz, también hija de Aurelio París y casada con Guillermo París Frade, fue desconocida en la sucesión. Ocasionalmente figura un Jerónimo París que se presume hijo de Aurelio pero del cual no existen datos concretos.